# Бракстон Браг
Бракстон Браг (енгл. Braxton Bragg; Ворентон, 22. март 1817 — Галвестон, 27. септембар 1876) био је генерал и војсковођа Конфедерације током Америчког грађанског рата.

## Биографија
Браг је похађао америчку Војну академију Вест Поинт и дипломирао 1837. Учествовао је у Америчко-мексичком рату, од 1846. до 1848. Године 1859. напустио је америчку војску и бавио се приватним послом до 1861, када започиње Амерички грађански рат. На почетку рата придружио се војсци Конфедерације и постао бригадни генерал.
Одмах на почетку рата послат је на западно бојиште. Заповедао је корпусом у бици код Шајлоа, 6-7. април 1862. Након што је генерал Алберт Џонстон погинуо у тој бици, Браг је унапређен у чин генерала. У јулу исте године постао је командант војске у Тенесију. У августу 1862. Браг је организовао инвазију на Кентаки и напао Унионисте у бици код Перивилеа, 8. октобра 1862. Браг се затим повукао из Кентакија у Тенеси.
Септембра 1863. Браг је потукао унионисте и започео опсаду града Чатануга, где су се унионисти повукли. Међутим, ускоро је унионистима стигло велико појачање па је генерал Јулисиз Грант победио Брага у бици код Чатануге. Након овог пораза Браг је смењен с дужности команданта, али је постао војни саветник председника Џеферсона Дејвиса. У фебруару 1865. постао је поново командант војске у Тенесију до краја рата.
Након рата био је цивилни инжињер у Алабами и Тексасу. Његов старији брат Томас Браг је био државни тужилац у Влади Конфедерације. Преминуо је 27. септембра 1876. у граду Галвестон, Тексас.